# Stervende Alexius

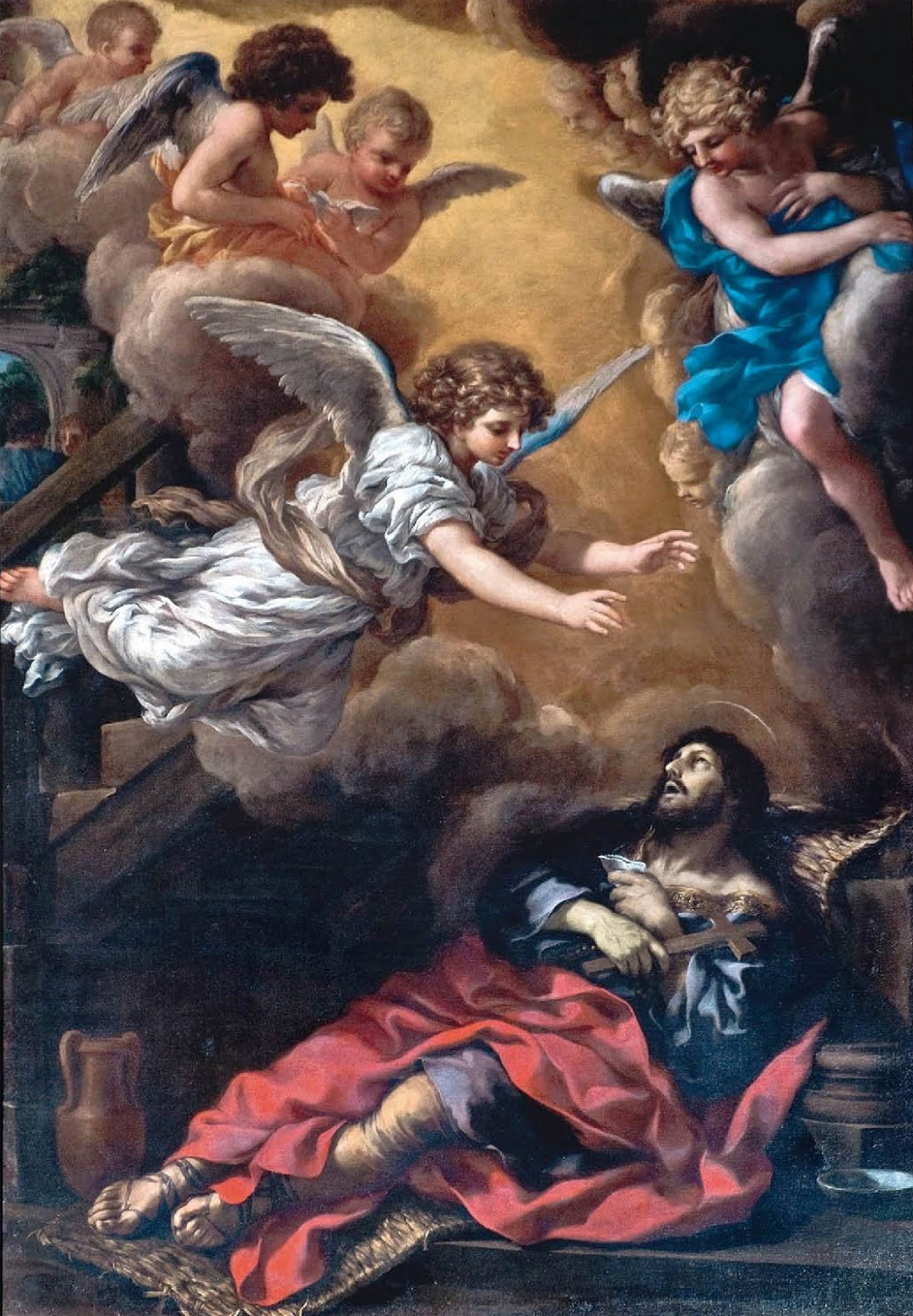
Stervende Alexius door Pietro da Cortona

De Stervende Alexius van Edessa is een schilderij (1638) van Pietro da Cortona, ook Pietro Berrettini genoemd, een barokschilder. Het bevindt zich in het museum Monumento Nazionale dei Girolamini in Napels, Italië. Het museum staat naast de kathedraal van Napels. Dit museum was tot 2010 een klooster, en tot de 19e eeuw het priesterhuis van de Oratorianen in Napels.

## Opdrachtgever
De opdrachtgever van het schilderij was Anna Colonna van het geslacht Colonna in Rome. Zij was de echtgenote van Taddeo Barberini, een verwant van paus Urbanus VIII. In het Paleis Barberini in Rome werkte onder meer Pietro da Cortona. In de jaren 1630-1640 werkte Cortona veelal voor de groothertog van Toscane doch Cortona reisde regelmatig naar Rome om het Paleis Barberini te verfraaien. De heilige Alexius van Edessa kende een belangrijke verering in de familie Barberini. Anna Barberini-Colonna schonk het schilderij van de Stervende Alexius aan de Oratorianen in Napels, een stad in het naburige Spaanse koninkrijk Napels en Sicilië. Het priestergenootschap der Oratorianen, in het Italiaans Confederazione dell’Oratorio di San Filippo Neri, bezat een uitgebreide kunstcollectie, bibliotheek en onroerend goed in Napels. De schenking bestond niet alleen uit dit schilderij, maar ook uit relikwieën van diverse heiligen. 
Cortona schilderde een tweede Stervende Alexius. Hij deed dit voor zijn meester in Firenze, de groothertog van Toscane.

## Thema
Het schilderij beeldt de heilige Alexius van Edessa in zijn laatste uren uit. Volgens de legende stierf de Romeinse kluizenaar Alexius op straat terwijl hij nog een brief schreef. Cortona gaf aan dit armtierig verhaal een kleurrijke tot pathetische sfeer.